# Werner Kirchner
Werner Kirchner (* 15. Mai 1895 in Capelle; † 20. September 1961 auf Ischia) war ein deutscher Hölderlin-Forscher. Beruflich war er Gymnasiallehrer.

## Leben
Er war nach dem Ersten Weltkrieg und 1921 erfolgtem Staatsexamen Lehrer an der Odenwaldschule in Ober-Hambach, wo er die Malerin Annemarie von Jakimow-Kruse, die dort als Zeichenlehrerin beschäftigt war, kennenlernte und 1933 heiratete. Sie brachte drei Kinder in die Ehe mit. In Heidelberg promovierte er 1927 mit der Schrift Studien zu einer Darstellung Johannes von Müllers bei Max von Waldberg an der Ruprecht-Karls-Universität.
Er wurde 1933 Lehrer in Bad Homburg. 1946 zog die Familie nach Marburg an der Lahn um. Seine Tochter ist die Romanistin und Übersetzerin Julia Marianne Kirchner (* 1937). Bis zu seinem Ruhestand 1957 war er Gymnasiallehrer am Gymnasium Philippinum. An der Universität Marburg hielt er einige Semester Lehrveranstaltungen ab, widmete sich aber vorwiegend seinen literarischen Studien. Er forschte insbesondere zu Friedrich Hölderlin und Isaac von Sinclair und lieferte wesentliche Beiträge zur Biographie Hölderlins.

## Publikationen
- Studien zu einer Darstellung Johannes von Müllers. J. Weimar, Heppenheim a. d. B. 1927
- Hölderlin: Patmos: Dem Landgrafen zu Homburg überreichte Handschrift. Mit einem Nachwort von Werner Kirchner, Mohr, Tübingen 1949
- Das Testament der Prinzessin Auguste von Hessen-Homburg. In: Hölderlin-Jahrbuch 1951
- Prinzessin Amalie von Anhalt-Dessau und Hölderlin. In: Hölderlin-Jahrbuch 1958–1960
- Hölderlin und das Meer. In: Hölderlin-Jahrbuch 1961–1962
- Hölderlins Entwurf „Die Völker schwiegen, schlummerten“. In: Hölderlin-Jahrbuch 1961–1962
- Der Hochverratsprozess gegen Sinclair. Ein Beitrag zum Leben Hölderlins. Simons, Marburg/Lahn 1949. – Neue, verbesserte Auflage mit einem Nachwort besorgt von Alfred Kelletat. Insel-Verlag, Frankfurt a. M. 1969.
- Hölderlin. Aufsätze zu seiner Homburger Zeit. Vandenhoeck & Ruprecht, Göttingen 1967. (Digitalisat).